# Comté de Monaghan
Le comté de Monaghan (en irlandais Contae Mhuineacháin) est une circonscription administrative de l'Irlande située à la frontière avec l’Irlande du Nord dans la province d’Ulster. C’est un des trois comtés de l'Ulster qui ne fait pas partie des six comtés d'Irlande du Nord. Le comté est entouré par ceux de Fermanagh à l’ouest, Tyrone au nord, Armagh à l'est (tous trois situés en Irlande du Nord), Meath au sud, Louth au sud est et Cavan au sud-ouest.
Sa superficie est de 1 294 km2 pour 60 483 habitants.
Monaghan est la ville principale du comté.
Le nom du comté tire son origine du gaélique « la terre des petites collines ». Ce nom fait référence à la forte densité de drumlin dans la région. Les principaux reliefs du comté sont Mullyash Mountain, Slieve Beagh et Coolberrin Hill. Le comté est parcouru par de nombreuses rivières (Fane, Glyde et Blackwater River) alimentant plusieurs dizaines de lacs dont Lough Egish, Louigh Fea, Mucky Lough, Lough Araghlon, Inner Lough et White Lough.
Monaghan est la ville d'origine du poète et écrivain Patrick Kavanagh.

## Géographie

### Principales villes du comté
- Ballybay
- Carrickmacross
- Castleblayney
- Clones
- Monaghan

### Comtés limitrophes
| Fermanagh | Tyrone            | Armagh       |
| Cavan     | comté de Monaghan | Armagh Louth |
| Cavan     | Meath             | Louth Meath  |